# Федеріко Редондо
Федеріко Редондо Соларі (ісп. Federico Redondo Solari, нар. 18 січня 2003, Мадрид, Іспанія) — аргентинський футболіст, опорний півзахисник клубу «Архентінос Хуніорс».

## Ігрова кар'єра

### Клубна
Федеріко Редондо є вихованцем аргентинського клубу «Архентінос Хуніорс», де почав займатися футболом в клубній академії у віці десяти років. У грудні 2021 року футболіст підписав з клубом перший професійний контракт. У липні 2022 року Редондо зіграв першу гру в основі своєї команді у матчі чемпіонату Аргентини.

### Збірна
З 2022 року Федеріко Редондо виступає за молодіжну збірну Аргентини. У 2023 році він брав участь у домашньому молодіжному чемпіонаті світу, де його команда вибула з турніру в 1/8 фіналу.

## Особисте життя
Федеріко є сином відомого в минулому аргентинського футболіста Фернандо Редондо. Він народився у Мадриді, де на той час жила його родина.